# 장인섭
장인섭(張仁燮 1988년 2월 24일 ~ )은 대한민국의 배우이다.

## 학력
- 국립전통예술고등학교 (졸업)
- 한국예술종합학교 (연극원 연기과 / 예술사)

## 출연 작품

### 드라마
- 2013 OCN 《특수사건 전담반 TEN 2》 - 김윤석 역
- 2014 SBS 《쓰리 데이즈》 - 경찰 역
- 2014 KBS2 《천상여자》
- 2014 SBS 《신의 선물 - 14일》 - 매니저 역
- 2014 KBS2 《조선 총잡이》 - 선비 역
- 2014 KBS2 《가족끼리 왜 이래》 - 쪽칼 역
- 2014 SBS 《비밀의 문 : 의궤 살인 사건》 - 장동기 역
- 2015 KBS2 《후아유 - 학교 2015》 - 성윤재 역
- 2015 KBS2 《부탁해요, 엄마》 - 신재민 역
- 2015 SBS 《미세스 캅》 - 고병욱 검사 역
- 2016 MBC 《가화만사성》 - 봉만호 역
- 2017 tvN 《드라마 스테이지 - B주임과 러브레터》
- 2017 MBC 《투깝스》 - 조민석 역 (특별출연)
- 2018 KBS2 《추리의 여왕 2》 - 우철 역
- 2018 TV조선 《대군 - 사랑을 그리다》 - 도호부사 도정국 역
- 2018 iHQ DRAMA & MBN 《마성의 기쁨》 - 양우진 역
- 2019 KBS2 《저스티스》 - 최도식 과장 역
- 2019 KBS2 《KBS 드라마 스페셜 - 감전의 이해》 - 김원재 역
- 2020 OCN 《루갈》 - 브레들리 역
- 2020 MBC 《그 남자의 기억법》 - 박수창 역
- 2021 JTBC 《한 사람만》 - 오진규 역
- 2021 JTBC 《설강화 : snowdrop》 - 리응철 역
- 2023 SBS 《모범택시 2》 - 최성은 역
- 2023 KBS2 《고려 거란 전쟁》- 황보유의 역
- 2024 JTBC 《닥터슬럼프》 - ep.1  (특별출연)
- 2024 tvN 《졸업》 - 윤지석 역
- 2025년 JTBC 《협상의 기술》 - 차호진 역

### 영화
- 《사형극장》 (2013년, 단편) - 마종기 역
- 《소녀》 (2013년) - 영재 역
- 《화이 : 괴물을 삼킨 아이》 (2013년) - 창호 신참 형사 역
- 《끝까지 간다》 (2014년) - 이동윤 역
- 《우는 남자》 (2014년) - 금융범죄 특별수사팀 1역
- 《그날의 밤》 (2014년, 단편)
- 《메이드 인 차이나》 (2015년) - 건달 3 역
- 《더 폰》 (2015년) - 김 실장 역
- 《그놈이다》 (2015년) - 신참 형사 역
- 《해어화》 (2016년) - 홍석 역
- 《사돈의 팔촌》 (2016년) - 태익 역
- 《불한당: 나쁜 놈들의 세상》 (2017년) - 민철 역
- 《액션히어로》 (2021년) - 재우 역
- 《길복순》 (2023년) - 윤석 역

### 연극
- 달나라 연속극 (2012) - 아들 역
- 보이지 않는 손 (2022) - 바시르 역

### 뮤지컬
- 피크를 던져라 (2009~2010) - 인하 역

## 수상 및 후보
| 연도 | 시상식       | 부문        | 작품       | 결과 |
| ---- | ------------ | ----------- | ---------- | ---- |
| 2016 | MBC 연기대상 | 남자 신인상 | 가화만사성 | 후보 |